# Uhorská
Uhorská (1029 m n. m.) je hora na Slovensku, na území CHKO Kysuce, v Moravskoslezských Beskydech. Jde o jedinou čistě slovenskou tisícovku tohoto pohoří.

## Poloha
Uhorská vybíhá na jih z hraničního Polomského hřbetu mezi Malým a Velkým Polomem. Vrchol se nachází asi 800 metrů jižně od hranice, je porostlý hustým lesem a neumožňuje žádné výhledy. Ze sedla s Čuboňovem se otvírají výhledy na západ na Lysou horu, Smrk a další hory.

## Přístup

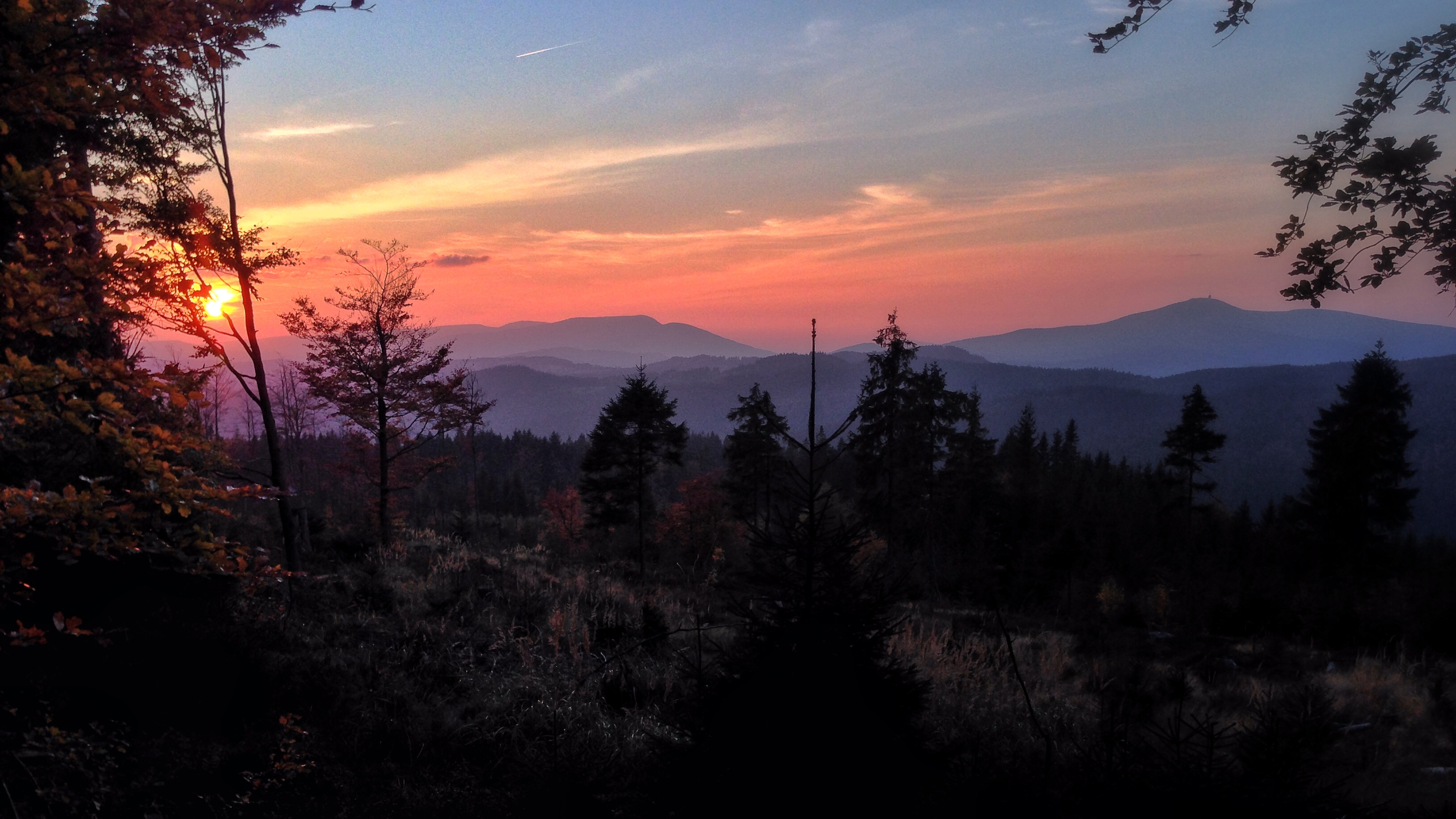
Smrk a Lysá hora z Uhorské

Z české strany je Uhorská nejsnáze přístupná z Horní Lomné po modré značce, na kterou pod Malým Polomem navazuje červená hřebenovka. Z ní na rozcestí Čuboňov odbočuje doprava další modře značená cesta, která nejprve kopíruje hraniční pěšinu a potom klesá na jih do sedla mezi Čuboňovem a Uhorskou. V sedle se cesta rozdvojuje, modrá odbočuje doprava a rovně pokračuje zelená značka, která vrchol Uhorské míjí o necelých 100 metrů. Celková délka výstupu je asi 7 km s převýšením téměř 500 metrů.
Ze slovenské strany je výstup o něco kratší i jednodušší - z Vrchpredmieru (části Klokočova) vede zelená značka až k vrcholu. Cesta měří 4 km s převýšením 400 metrů.